# Ada Tschechowa
Ada Michajlowna Tschechowa (russisch Ада Михайловна Чехова; * 9. September 1916 in Moskau; † 28. Januar 1966 in Bremen) war eine deutsche Schauspielerin und Managerin russischer Herkunft.

## Leben und künstlerisches Wirken
Die Tochter von Olga Tschechowa und Michael Tschechow war eine Großnichte des russischen Schriftstellers Anton Tschechow. 1921 kam sie mit ihrer berühmten Mutter nach Deutschland und wuchs in Berlin auf. Bedingt durch den Beruf der Mutter kam Ada bereits früh mit dem Film in Berührung. So entstand in ihr der Wunsch, Schauspielerin zu werden, wobei sie sich hauptsächlich auf das Theater konzentrierte.
Sie besuchte in Berlin die Staatliche Schauspielschule und nahm überdies Privatunterricht bei Walter Franck. Im April 1935 unterzog sie sich einer Filmeignungsprüfung und wurde unmittelbar darauf für eine Nebenrolle in der österreichischen Produktion Die Pompadour erstmals vor die Kamera geholt, gefolgt von Der Favorit der Kaiserin (1936). Nach zwei weiteren Filmen drehte sie nach dem Zweiten Weltkrieg mit Geheimnis einer Ehe (1951) nur noch einen Film. Sie spielte hauptsächlich am Theater und leitete in der Künstlerkolonie Berlin, Laubenheimerstrasse, eine Agentur für Film und Fernsehen. Dort betreute sie u. a. Angelika Meissner und Rex Gildo, dem sie in Immer wenn der Tag beginnt seine erste Filmrolle verschaffte.
Ada Tschechowa war ab 1934 zunächst mit dem Kameramann Franz Weihmayr, danach bis 1950 mit dem Arzt Wilhelm Rust und in der dritten Ehe mit dem Boxer Conny Rux verheiratet. Der Ehe mit Rust entstammt die Tochter Vera Tschechowa (1940–2024); Conny Rux war der Vater ihres Sohnes Mischa († 2003).
Sie kam beim Flugzeugunglück in Bremen ums Leben. Die Künstlerin wurde im Familiengrab auf dem Friedhof Gräfelfing bei München bestattet.

## Filmografie
- 1935: Die Pompadour
- 1936: Der Favorit der Kaiserin
- 1941: Clarissa
- 1942: Mit den Augen einer Frau
- 1951: Geheimnis einer Ehe